# 莫纳斯泰罗博尔米达
莫纳斯泰罗博尔米达（義大利語：Monastero Bormida），是意大利阿斯蒂省的一个市镇。总面积14.15平方公里，人口997人，人口密度70.5人/平方公里（2009年）。ISTAT代码为005068。